# Classeya niveifascialis
Classeya niveifascialis là một loài bướm đêm trong họ Crambidae.